# Pentace burmanica
Pentace burmanica är en malvaväxtart som beskrevs av Wilhelm Sulpiz Kurz. Pentace burmanica ingår i släktet Pentace och familjen malvaväxter. Inga underarter finns listade i Catalogue of Life.